# Mona Simpson
Vous lisez un « bon article » labellisé en 2019.
Pour l’article homonyme, voir Mona Simpson, auteur née en 1957.
Mona Penelope Simpson (née Olsen) est un personnage fictif de la série télévisée d'animation Les Simpson. Elle est doublée en version originale par Maggie Roswell entre la deuxième et la sixième saison puis depuis par Glenn Close sauf dans l'épisode Hippie Hip Hourra ! où c'est Tress MacNeille qui lui prête sa voix. En version française c'est Régine Teyssot qui lui donne voix. Au Québec, elle est doublée par Louise Rémy. Elle apparaît pour la première fois lors d'un flashback dans l'épisode Fluctuat Homergitur, mais sa première véritable apparition est dans l'épisode de la septième saison, La Mère d'Homer.
Mona est l'ex-femme d'Abraham Simpson et la mère d'Homer. Dans l'épisode La Mère d'Homer, il est établi que Homer croyait que sa mère était décédée, un mensonge que son père, Abraham, lui disait lorsqu'en réalité elle était en cavale après avoir saboté le laboratoire d'armes biologiques de M. Burns. Elle a un autre rôle significatif dans l'épisode Une mamie hors la loi, avant de faire son retour lors de la dix-neuvième saison dans l'épisode Mona de l'au-delà, dans lequel elle trouve la mort. Une version idyllique de Mona Simpson, inspirée d'Inception, apparaît dans l'épisode Problèmes gênants de la vingt-troisième saison. Dans l'épisode Les Vieux Coucous il est révélé qu'elle a rencontré Abraham alors qu'elle était serveuse dans un bar et qu'il a franchi le mur du son pour l'impressionner.
Le personnage doit son nom à l’ex-femme du scénariste Richard Appel, l’écrivaine américaine et sœur biologique de Steve Jobs, Mona Simpson. Le personnage est inspiré de Bernardine Dohrn du Weather Underground. La performance de Glenn Close reçoit de nombreuses critiques positives et lui permet de faire partie de la liste des vingt-cinq meilleures célébrités invitées de la série établie par IGN.

## Rôle dansLes Simpson
De nombreux détails de la vie de Mona Simpson sont inconnus, mais plusieurs éléments de son passé sont révélés au fur et à mesure des épisodes où elle tient un rôle important. Elle est mentionnée pour la première fois lors de la première saison où elle fait une rapide apparition dans un flashback, mais apparaît véritablement dans l'épisode de la septième saison La Mère d'Homer,. Cet épisode révèle que, dans les années 1960, Mona est une femme au foyer, vivant avec son mari Abraham Simpson et leur fils Homer. Elle rejoint le mouvement hippie après avoir vu les longs cheveux de Joe Namath lors du Super Bowl III.
Peu de temps après être devenue militante politique, Mona proteste avec d'autres militants contre les recherches sur les germes. Ils s'introduisent dans le laboratoire de Charles Montgomery Burns et détruisent toutes ses expériences sur les armes biologiques. Alors que le gang prend la fuite, Mona reste pour prêter main-forte à M. Burns, qui, en retour, jure de tout faire pour qu'elle demeure en prison pour le reste de sa vie. Depuis cette nuit, elle est obligée de fuir loin de sa famille. Afin d'éviter à Homer le traumatisme d'apprendre que sa mère est une criminelle recherchée, Abraham ment et lui raconte qu'elle est morte pendant qu'il était au cinéma. Pendant les vingt-sept années suivantes, Homer pense que sa mère est morte. Dans l'épisode La Mère d'Homer, il se fait passer pour mort afin d'avoir un jour de congé et rencontre accidentellement sa mère lorsqu'elle vient se recueillir sur sa pierre tombale supposée. Enchanté de cette rencontre fortuite, il emmène Mona chez lui afin qu'elle puisse rencontrer sa famille. Au début, Mona ne révèle pas où elle était cachée et tente de rattraper le temps perdu avec sa famille. Elle finit par être forcée de révéler son passé. Quelque temps plus tard, elle se rend au bureau de poste avec Homer où M. Burns la reconnaît et la traque avec l'aide du FBI. Cependant, le Chef Wiggum nous apprend que c'est Mona qui, en faisant exploser une « bombe antibiotique » pendant son infiltration dans le laboratoire, l'a guéri de son asthme, ce qui lui a permis de rejoindre les forces de police. Reconnaissant, il la laisse s'échapper. Forcée de reprendre la fuite, Mona dit à Homer qu'elle l'aime et qu'elle est fière de lui avant de disparaître dans une camionnette.
L'épisode Hippie Hip Hourra ! révèle que Mona passait parfois du temps dans une communauté avec deux hippies, Seth et Munchie, après que la vie avec Abraham lui est devenue insupportable. Son infidélité envers Abraham est ainsi fortement sous-entendue. Dans l'épisode Les deux font le père, une lettre perdue depuis longtemps révèle la relation entre Mona et le maître-nageur Mason Fairbanks, laquelle mène Homer à croire à tort que ce dernier pourrait être son véritable père.
Dans Une mamie hors la loi, Homer découvre, caché dans un journal, un message secret qui lui est destiné et qui lui donne rendez-vous « à minuit sous le pont de l'autoroute Lincoln ». Là-bas, Homer trouve sa mère, Mona, qui lui explique qu'elle est revenue après avoir vu la tasse à stylos en macaronis qu'Homer lui avait fabriqué lorsqu'il avait 5 ans. Elle est alors arrêtée par la police et jugée pour le crime qu'elle a commis. Grâce au témoignage sincère d'Homer, elle est acquittée. Excédé, M. Burns la fait emprisonner pour le délit mineur d'avoir signé sous un faux nom à l'entrée de plusieurs parcs nationaux. Alors qu'elle est dans le bus qui l'amène en prison, Homer essaye de la libérer, mais la poursuite se termine sur ce qui semble être sa mort, lorsque le bus chute d'une falaise, atterrit dans l'eau, explose et est recouvert par une avalanche de pierres. En réalité, elle s'est échappée de justesse avant que le bus tombe de la falaise et elle est toujours en fuite.
Mona refait une apparition dans Mona de l'au-delà, où elle essaye de rattraper le temps perdu avec Homer, lequel refuse catégoriquement, prétextant qu'après elle va encore l'abandonner. Pris de remords, Homer décide de se réconcilier avec sa mère avant d'apprendre qu'elle est morte. Elle est incinérée et, conformément à sa volonté, Homer est censé jeter ses cendres au sommet de la montagne où elles pourraient enrailler le système de guidage d'un missile commandé par M. Burns, qui dévasterait la forêt amazonienne. Bien qu'il soit déçu que la dernière chose que sa mère lui ait demandé de faire soit un « truc de militant écolo débile », Homer réussit sa mission et désactive le lancement du missile.
Mona réapparaît brièvement dans Problèmes gênants où elle sauve la famille Simpson dans un rêve d'Homer, lequel déclare qu'elle vit encore à travers ses rêves. Dans cet épisode, on apprend que, quelques semaines avant qu'elle abandonne Homer encore enfant, lui et Abraham avaient participé à un voyage de pêche catastrophique car le bateau avait sombré. Homer se sent alors coupable, croyant que c'est cet incident qui avait poussé Mona à les quitter, lui et son père. Dans un autre rêve elle lui apprend que ce voyage n'a jamais été la raison de son abandon.
La dernière apparition de Mona est dans l'épisode L'amour est dans le N2-O2-Ar-CO2-Ne-He-CH4, dans lequel Abraham, tout comme les autres personnes âgées de la maison de retraite, est drogué et a des hallucinations dans lesquelles Mona, jeune, danse avec lui.

## Personnage

### Création

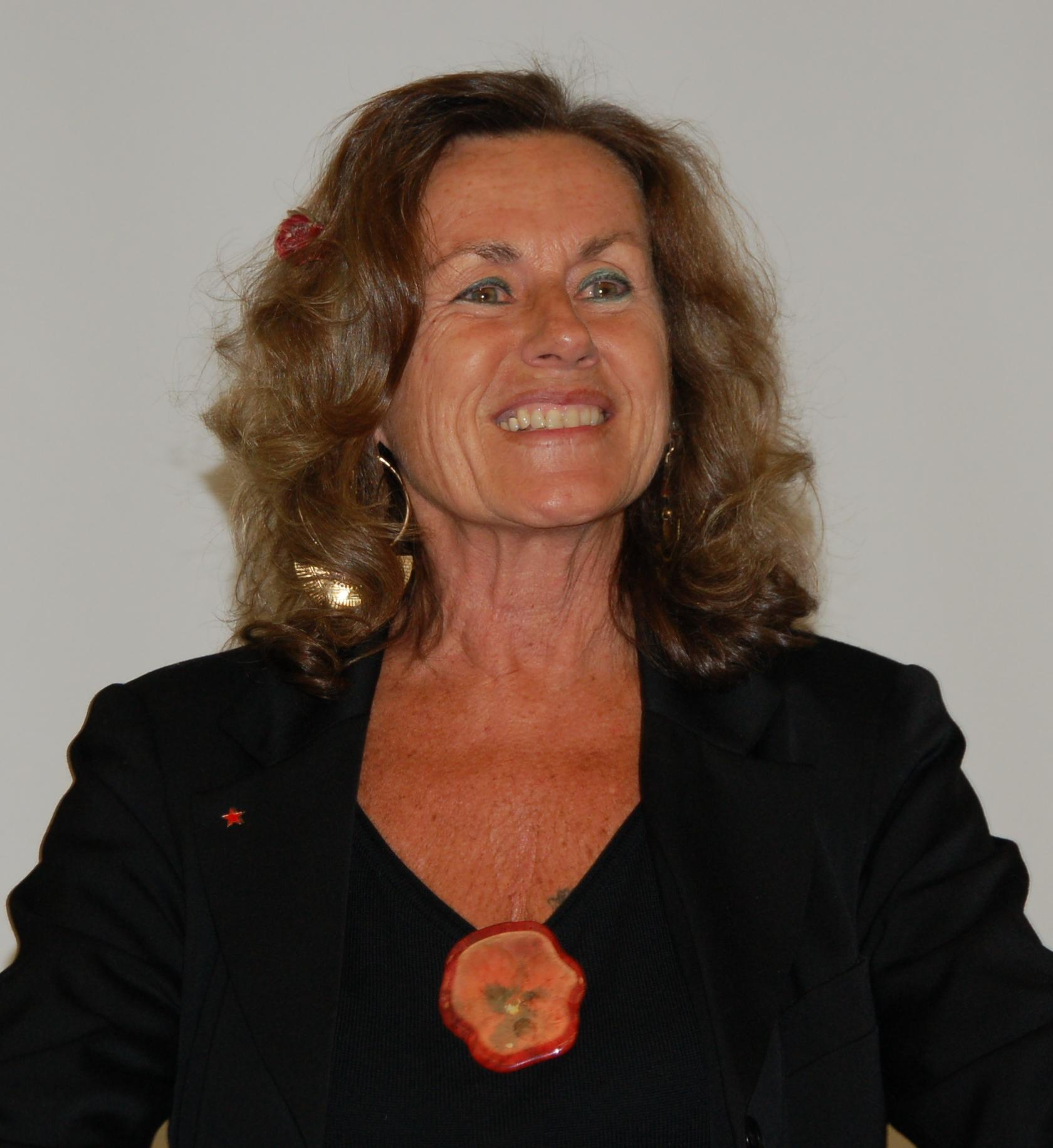
L'activiste Bernardine Dohrn qui a en partie inspiré le personnage de Mona Simpson.

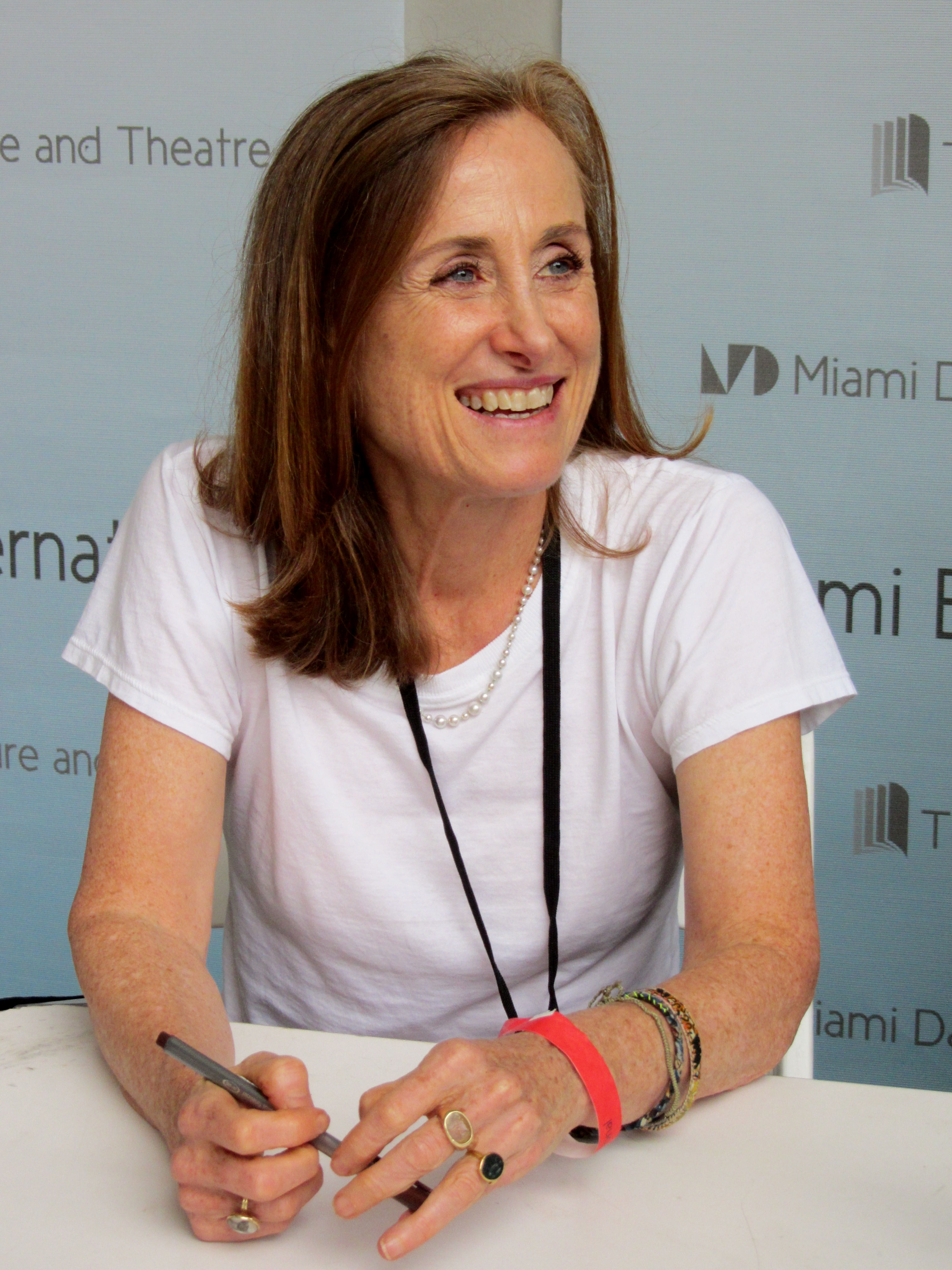
L'auteure Mona Simpson, femme du scénariste Richard Appel qui a donné son nom au personnage.

Mona Simpson est mentionnée pour la première fois dans l'épisode Simpsonothérapie où Homer se souvient de sa mère lui disant qu'il est pour elle une « très grosse déception ». Elle fait ensuite deux brèves apparitions en flashback, dans les épisodes Fluctuat Homergitur et La Potion magique, dans lesquelles elle est doublée par Maggie Roswell,,,.
Sa première apparition majeure a lieu lors de la septième saison, dans l'épisode La Mère d'Homer. Cet épisode est conçu par Richard Appel, qui cherchait désespérément une idée d'histoire et décide alors d'écrire quelque chose sur la mère d'Homer.
Plusieurs scénaristes sont surpris d'apprendre qu'aucun épisode sur la mère d'Homer n'avait précédemment été produit. Les scénaristes voient en cet épisode l'occasion d'expliquer certaines énigmes de la série, comme l'origine de l'intelligence de Lisa.
Le personnage est nommé d'après la femme de Richard Appel, la romancière Mona Simpson. L'inspiration du caractère de ce personnage vient quant à elle de la militante de Weather Underground, Bernardine Dohrn, même si les scénaristes reconnaissent que plusieurs personnes pourraient correspondre à sa description. Le crime qu'elle commet est intentionnellement le moins violent auquel les scénaristes peuvent penser : elle ne fait de mal à personne et elle n'est arrêtée que parce qu'elle est revenue aider M. Burns.
Mona Simpson est dessinée de manière qu'elle ressemble un peu à Homer, comme avec sa lèvre supérieure et son nez. Elle connaît de nombreux changements d'aspects car les producteurs veulent qu'elle soit attirante aussi bien jeune que plus âgée, mais tout en la gardant dans un style « simpsonesque ».

### Doublage

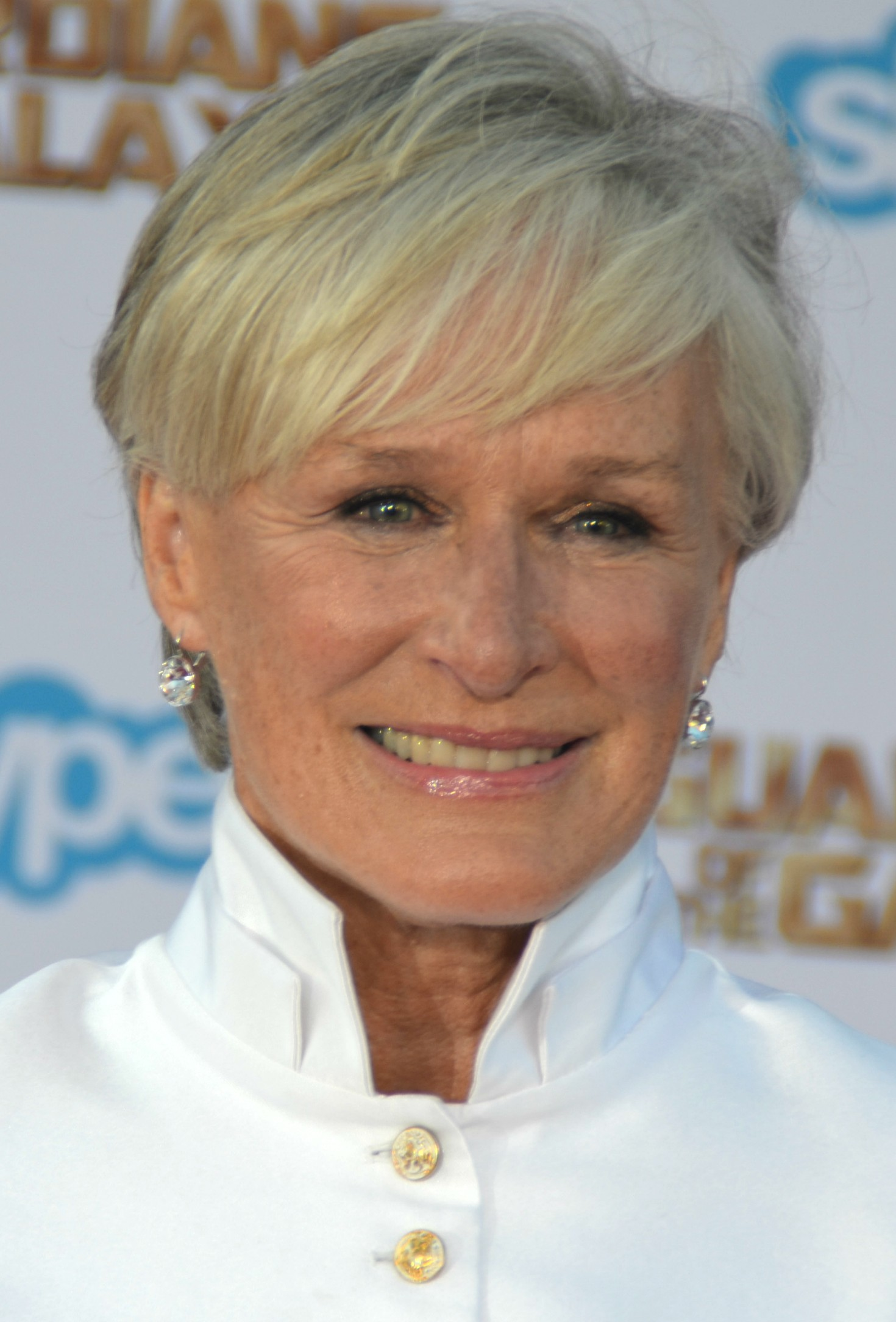
Glenn Close prête sa voix à Mona Simpson dans neuf épisodes.

Dans les deux épisodes précédant le rôle significatif de Mona dans la série, elle est doublée par Maggie Roswell,. Ce n'est qu'à partir de l'épisode La Mère d'Homer que Glenn Close est convaincue, en partie par James L. Brooks, de lui prêter sa voix. Lors de sa première performance, elle est dirigée par Josh Weinstein. Dans le même épisode, lorsque Mona entre dans le van, sa voix est celle de Pamela Hayden parce que Glenn Close n'arrivait pas à dire correctement le « d'oh! » et donc les producteurs ont préféré utiliser les enregistrements temporaires de Pamela Hayden,.
Glenn Close enregistre également sa voix pour sept autres épisodes, dont les épisodes Une mamie hors la loi et Mona de l'au-delà pour lesquels l'animation est créée d'après la voix de Glenn Close. Une scène coupée de l'épisode La Mère d'Homer dans laquelle intervient Mona Simpson, est présentée par Troy McClure dans l'épisode 138e épisode, du jamais vu !. Le personnage parle également dans l'épisode de la dixième saison, Hippie Hip Hourra !, cette fois-ci doublé par Tress MacNeille.
En version française Mona Simpson est doublée depuis le début de la série par Régine Teyssot. En version québécoise c'est l'actrice Louise Rémy qui lui prête sa voix. Louise Rémy est morte le 3 juillet 2016 mais, Mona Simpson n'étant depuis pas réapparue dans la série, elle n'a pas encore été remplacée officiellement.

## Accueil
La performance de Glenn Close en tant que voix de Mona Simpson est particulièrement bien reçue par les critiques. Le site IGN publie son classement des vingt-cinq meilleures participation de célébrités à la série et Glenn Close obtient la vingt-cinquième place. En 2007, le magazine Entertainment Weekly dit de Glenn Close qu'elle fait partie des « quatorze célébrités invitées dont les performances remarquables à la télévision font souhaiter qu'elles auront un rôle dans un deuxième film des Simpson ». En 2008, le même magazine qualifie Glenn Close de l'une des « meilleures célébrités invitées des Simpson ». Le site ThePhoenix.com place Glenn Close à la deuxième position de leur liste des vingt meilleures célébrités invitées des Simpson. Les membres de l'équipe de Star News Online citent Glenn Close comme l'une de leurs quatre cents raisons pour lesquelles ils aiment Les Simpson. L'actrice apparaît également sur la liste des vingt-cinq célébrités invitées favorites des Simpson élaborée en 2008 par AOL. Robert Canning du site IGN écrit que Glenn Close « nous délivre la voix douce de Mona Simpson. Elle lui correspond parfaitement, elle est capable de nous transmettre un ton affectueux et maternel, tout en nous convaincant qu'elle est une activiste hippie entêtée ».
La Mère d'Homer est un des épisodes préférés de Bill Oakley et Josh Weinstein, car ils trouvent que c'est un parfait mélange d'émotions réelles, de bons gags et d'une histoire intéressante. Ils regrettent de ne pas l'avoir proposé à l'Emmy Award du meilleur programme d'animation,. L'épisode Une mamie hors la loi reçoit une nomination aux Writers Guild of America Awards dans la catégorie animation. Mona de l'au-delà reçoit des critiques hétérogènes. Robert Canning décrit l'épisode comme « maladroit, forcé et tout sauf amusant » mais lui donne tout de même la note de sept sur dix. Richard Keller de TV Squad le qualifie d'épisode « décent », mais regrette l'apparition trop brève de Mona.

## Produits dérivés
Mona apparaît dans quelques produits dérivés de la franchise des Simpson. Elle apparaît dans trois histoires des bandes dessinées adaptées de la série. Elle est également introduite dans le jeu mobile Les Simpson : Springfield à l'occasion de la Saint-Valentin 2016 et 2018.
En 2002, Hamilton sort dans la collection de dix figurines en résine faites à la main, The Simpsons Nuclear Family, une figurine de Mona tenant un avis de recherche la concernant.

### Épisodes
1. 1 2 3 4 5 6 7 8 9 10 11 12 13 14 15 16  La Mère d'Homer, Richard Appel et David Silverman, Les Simpson, saison 7, épisode 8.
2. 1 2  Hippie Hip Hourra !, Donick Cary, Mark Kirkland et Matthew Nastuk, Les Simpson, saison 10, épisode 6.
3. ↑  Les deux font le père, Joel H. Cohen et Mike B. Anderson, saison 17, épisode 10.
4. 1 2 3 4 5 6 7  Une mamie hors la loi, Michael Price et Nancy Kruse, Les Simpson, saison 15, épisode 2.
5. 1 2 3 4  Mona de l'au-delà, Joel H. Cohen et Mike B. Anderson, Les Simpson, saison 19, épisode 19.
6. 1 2 3 4  Problèmes gênants, Billy Kimball, Ian Maxtone-Graham et Lance Kramer, Les Simpson, saison 23, épisode 16.
7. ↑  L'amour est dans le N2-O2-Ar-CO2-Ne-He-CH4, John Frink et Mark Kirkland, Les Simpson, saison 27, épisode 13.
8. ↑  Simpsonothérapie, Al Jean, Mike Reiss, Gregg Vanzo et Kent Butterworth, Les Simpson, saison 1, épisode 4.
9. ↑  Fluctuat Homergitur, Wes Archer et Jeff Martin, Les Simpson, saison 2, épisode 15.
10. ↑  La Potion magique, Wes Archer, Bill Oakley et Josh Weinstein, Les Simpson, saison 6, épisode 10.
11. ↑  138e épisode, du jamais vu !, David Silverman et Jon Vitti, Les Simpson, saison 7, épisode 10.